# Francisco Seirul·lo
Francisco Seirul·lo   (28 de novembre de 1945) és un entrenador esportiu espanyol.

## Primers anys
Es va llicenciar en Educació Fisca l'any 1972 i va exercir de professor d'educació física a diferents escoles i universitats. L'any 1975 va començar a treballar com Entrenador nacional d'atletisme i el 1976 era professor titular a l'INEF de la Universitat de Barcelona. Durant aquesta època va crear diversos programes d'estudis en diferents escoles i facultats.

## FC Barcelona
El 1978 va començar a col·laborar amb el FC Barcelona, començant inicialment com entrenador dels equips d'atletisme del club. A partir de 1982 va ser el preparador físic de l'equip de handbol amb Valero Rivera com entrenador. El 1993 va anar amb en Johan Cruyff al primer equip de futbol del club. Un any més tard va ser nomenat cap dels entrenadors físics del club.

## Altres activitats
També ha treballat per la selecció espanyola de handbol quan va quedar en tercer lloc a la Copa del Mon de 2011. També ha fet d'entrenador d'esportistes d'altres especialitats com Dani Pedrosa.